# 原羽鸟属
原羽鸟属（学名：Protopteryx）是种存在于白垩纪已灭绝的鸟类，可能是已知最原始的反鸟亚纲。模式种是丰宁原羽鸟（P. fengningensis）。其遗骸首次发现于中国河北省义县组或花吉营组的四岔口段段，化石时期为距今1.31亿年前，后来又发现于大北沟组。学名Protopteryx意为“原始的羽毛”，其中“proto-”意为“第一个”，“-pteryx”意为“羽毛”或“翅膀”，此名是指该属具有比现代鸟类更加原始的羽毛，如两根缺乏羽小枝的修长尾羽。

## 描述
原羽鸟化石显示，这种鸟与今天的椋鸟大致相同。除去尾羽，成年原羽鸟长约10（3.9英寸）。原羽鸟牙齿呈锥形，无锯齿，某些牙齿存在类似始祖鸟的骨吸收坑洞。原羽鸟身上覆有三种类型的羽毛：绒羽、飞羽及修长的带状尾羽，大部分羽毛长12（0.47英寸）左右。绒羽的羽支呈层状而非毛发状且尖端磨损。原羽鸟最特别之处，在于尾部有两根仅末端生有羽支的修长羽毛。这两根尾羽靠近身体的部分很细、呈针状。唯一具备这种羽毛的现存鸟类只有极乐鸟。尾羽在尾部近端部分同样缺乏羽支。

## 分类
原羽鸟是反鸟亚纲已知最原始的成员之一，出现于始祖鸟及最原始的鸟类——孔子鸟之后。原羽鸟比始华夏鸟和副原羽鸟还要原始。

## 发现及分布
原羽鸟化石发现于河北省，出土于义县组四岔口段和大北沟组。四岔口盆地是大兴安岭—太行山构造岩浆带（Daxinganling-Taihangshan Tectonomagmatic Belt）的一部分，并向东北偏北方向移动。原羽鸟生存期间该盆地位于红浅沟—芥菜沟一带。

## 古生物学
原羽鸟所在的热河生物群栖息着众多陆生及淡水脊椎动物。原羽鸟的牙齿类似始祖鸟，表明两者食性相似。

### 羽毛
原羽鸟适于飞行且羽毛具有与现代鸟类相似的特征，如其前喙骨、胸嵴、肱骨外上髁、三角嵴所示，表明原羽鸟具有类似现代鸟类的喙肌上和胸肌。原羽鸟还有着类似始祖鸟、孔子鸟及其它飞禽的不对称翅膀飞羽。原羽鸟尾羽靠近身体那部分缺乏羽支，表明其有飞行以外的用途，如展示、温度调节或用作感官。